# Lomelosia argentea
Lomelosia argentea (коростянка срібляста як Scabiosa argentea, скабіоза кримська як Scabiosa taurica і скабіоза українська як Scabiosa ucrainica) — вид рослин з родини жимолостевих (Caprifoliaceae); поширений у південній Європі, Алжирі, у західній Азії.

## Поширення
Поширений у південній Європі, Алжирі, у західній Азії; інтродукований до Франції.
В Україні вид поширений на пісках, у піщаних степах, на кам'янистих схилах — у Лісостепу і Степу зазвичай; також у Криму